# Choral-Synagoge Kaunas

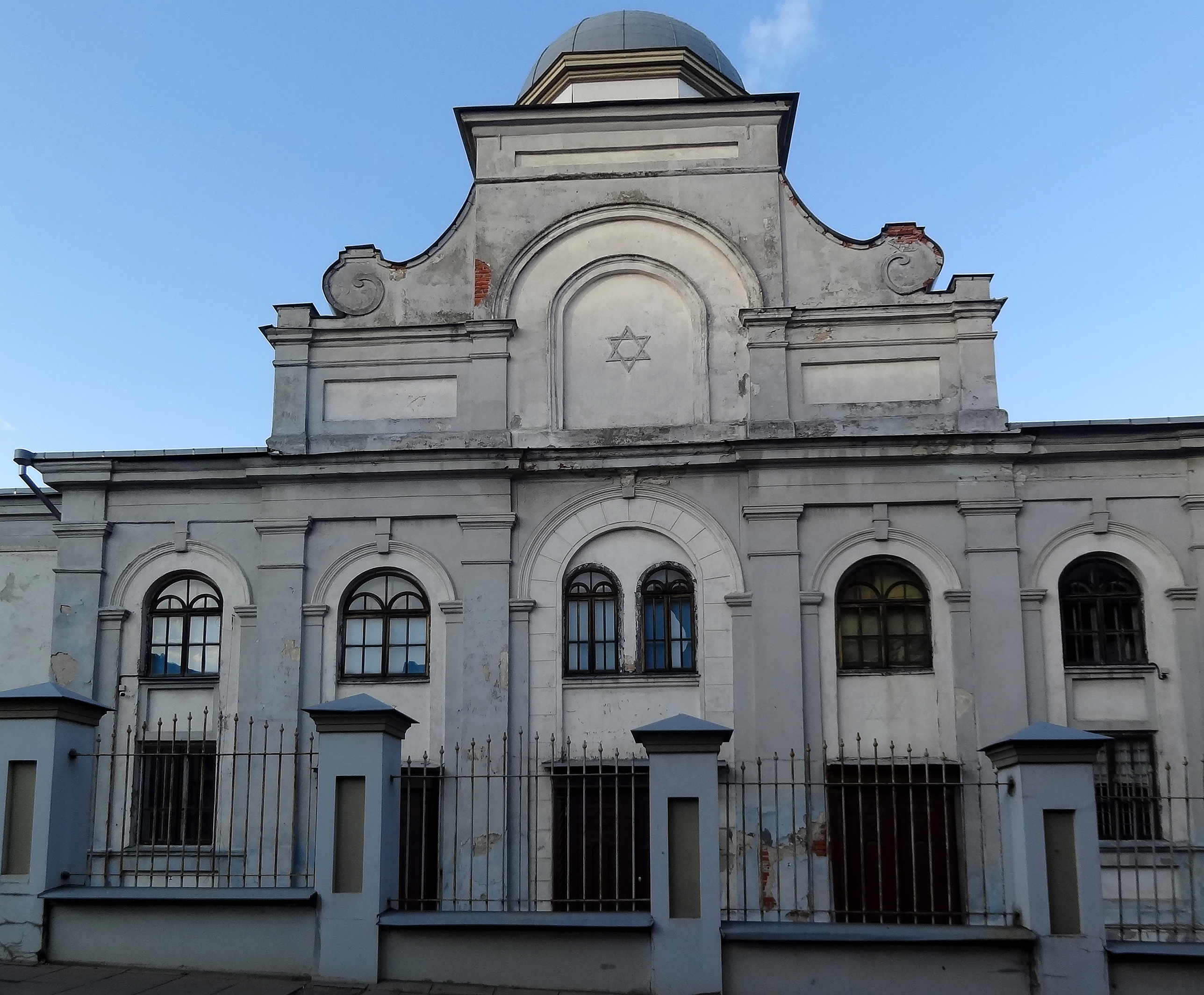
Fassade der Choral-Synagoge

Die Choral-Synagoge in Kaunas wurde 1871/1872 nach Plänen des Architekten Justinas Golinevičius (1829–1893) im neubarocken Stil erbaut. Das Grundstück (Elzė-Ožeškienės gatvė (Elzė-Ožeškienės-Weg) 13, Ecke Jeruzalės skersgatvis (Jerusalem-Weg), so die heutigen Straßennamen) hatte der wohlhabende Getreidekaufmann Lewin Baruch Minkowski, der Vater des Mathematikers Hermann Minkowski und des Mediziners Oskar Minkowski, gestiftet, der auch einen Großteil der Baukosten trug.
Im Jahre 1902 gab es in Kaunas 25 Synagogen und Betstuben. Die Choral-Synagoge war die bekannteste unter ihnen und wurde daher von Besuchern zuweilen vereinfachend als die „Synagoge von Kaunas“ bezeichnet.

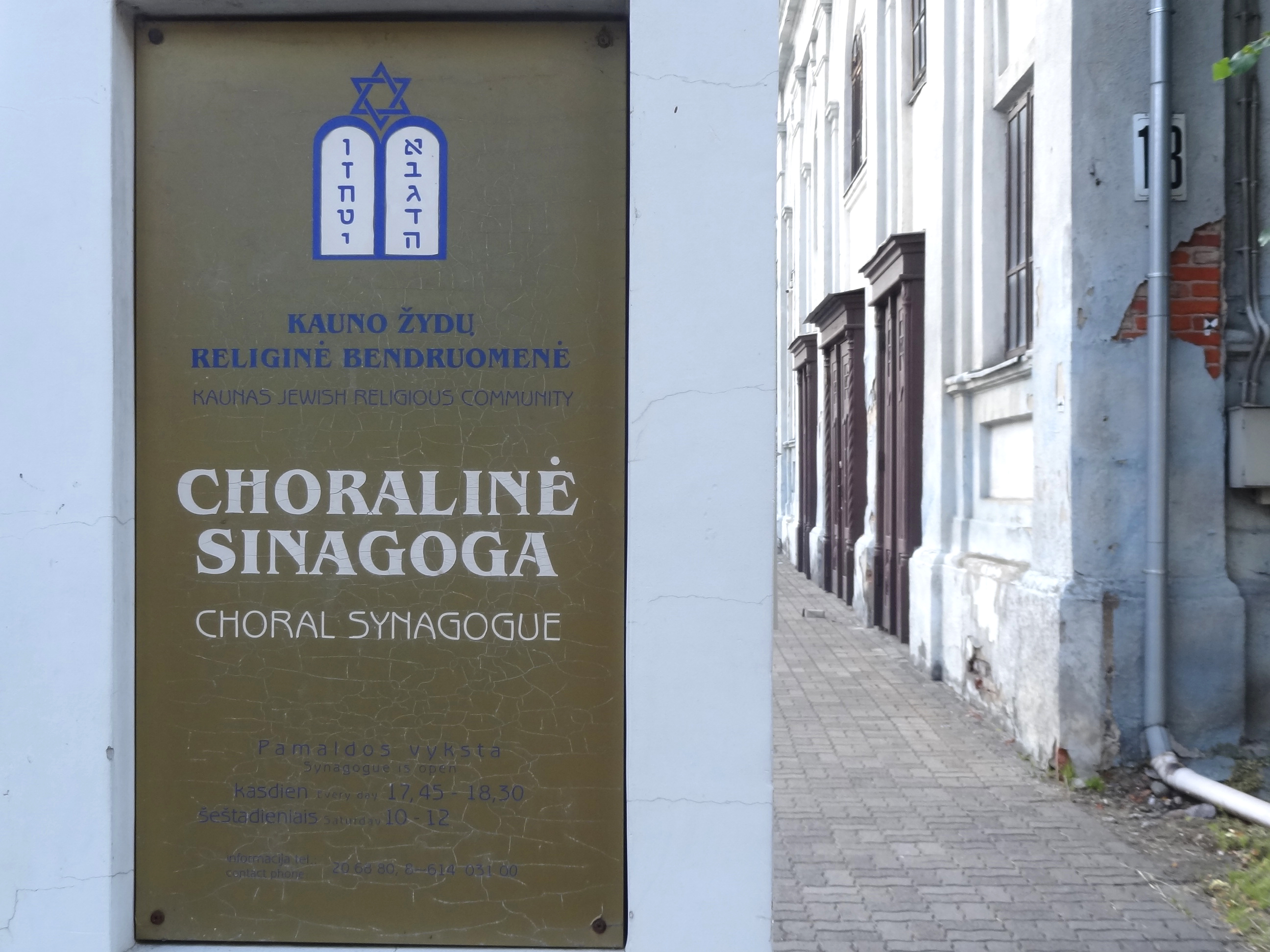
Tafel beim Eingang
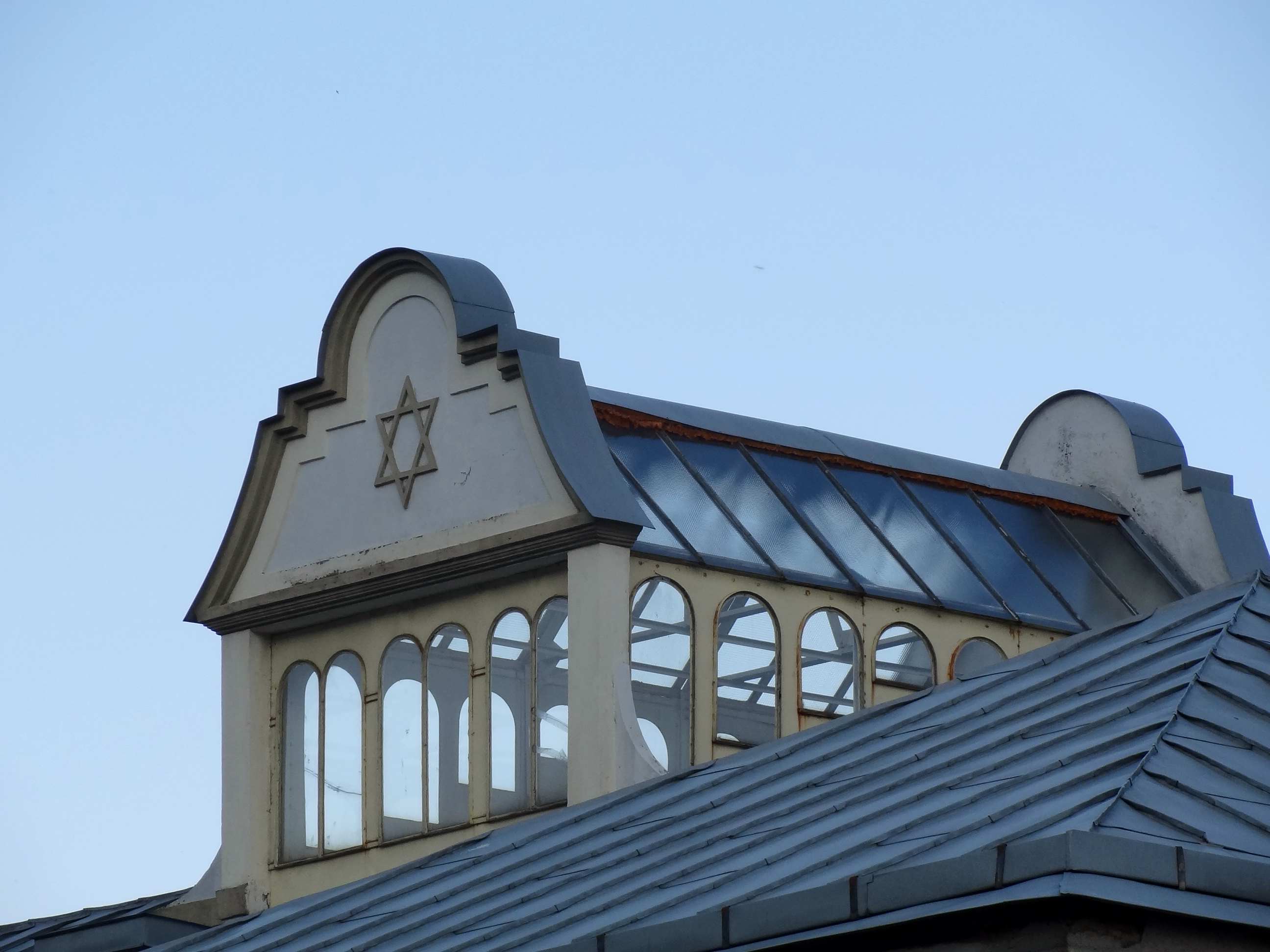
Lichtspendender Aufbau auf dem Dach
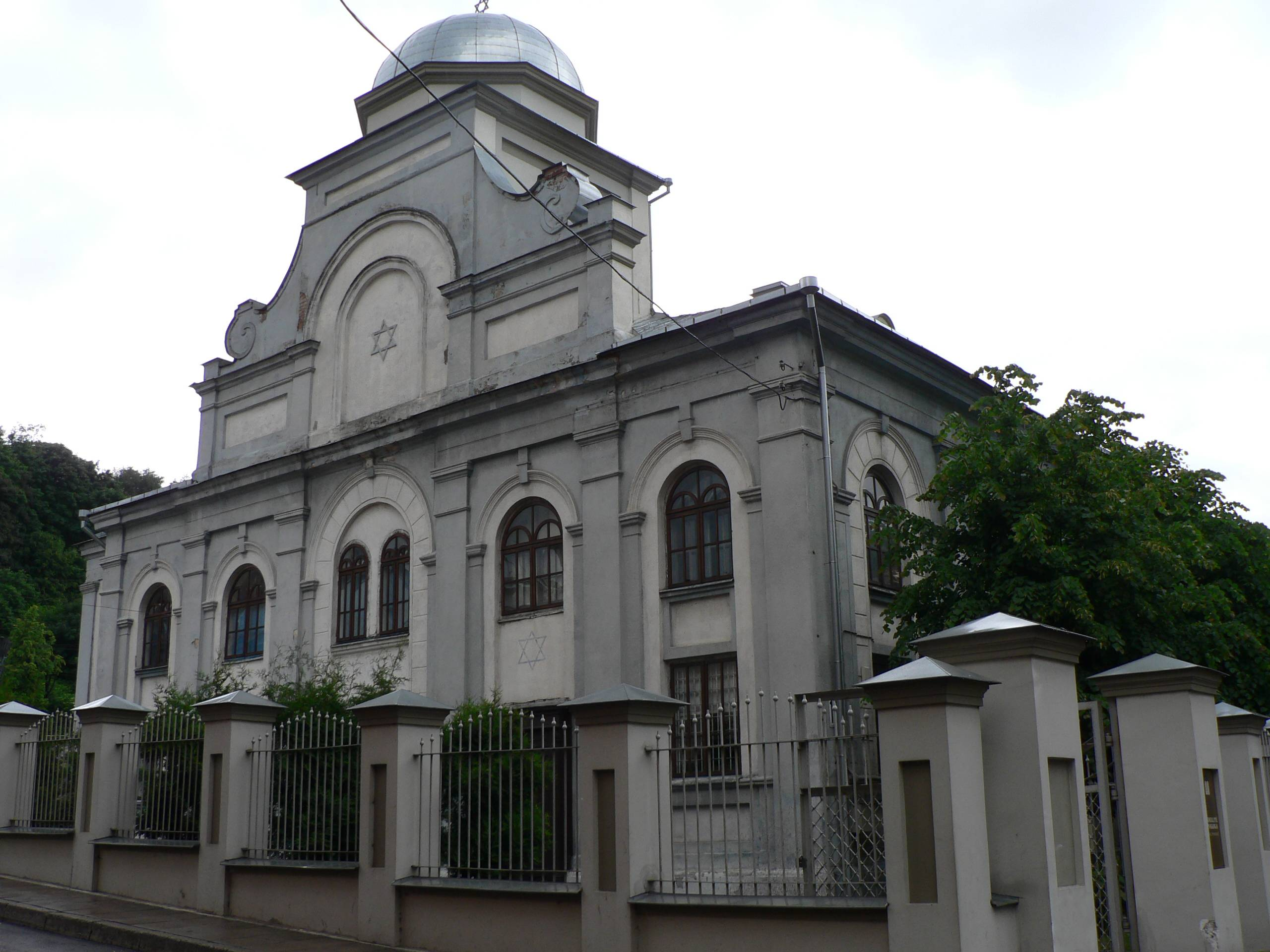
Gesamtansicht
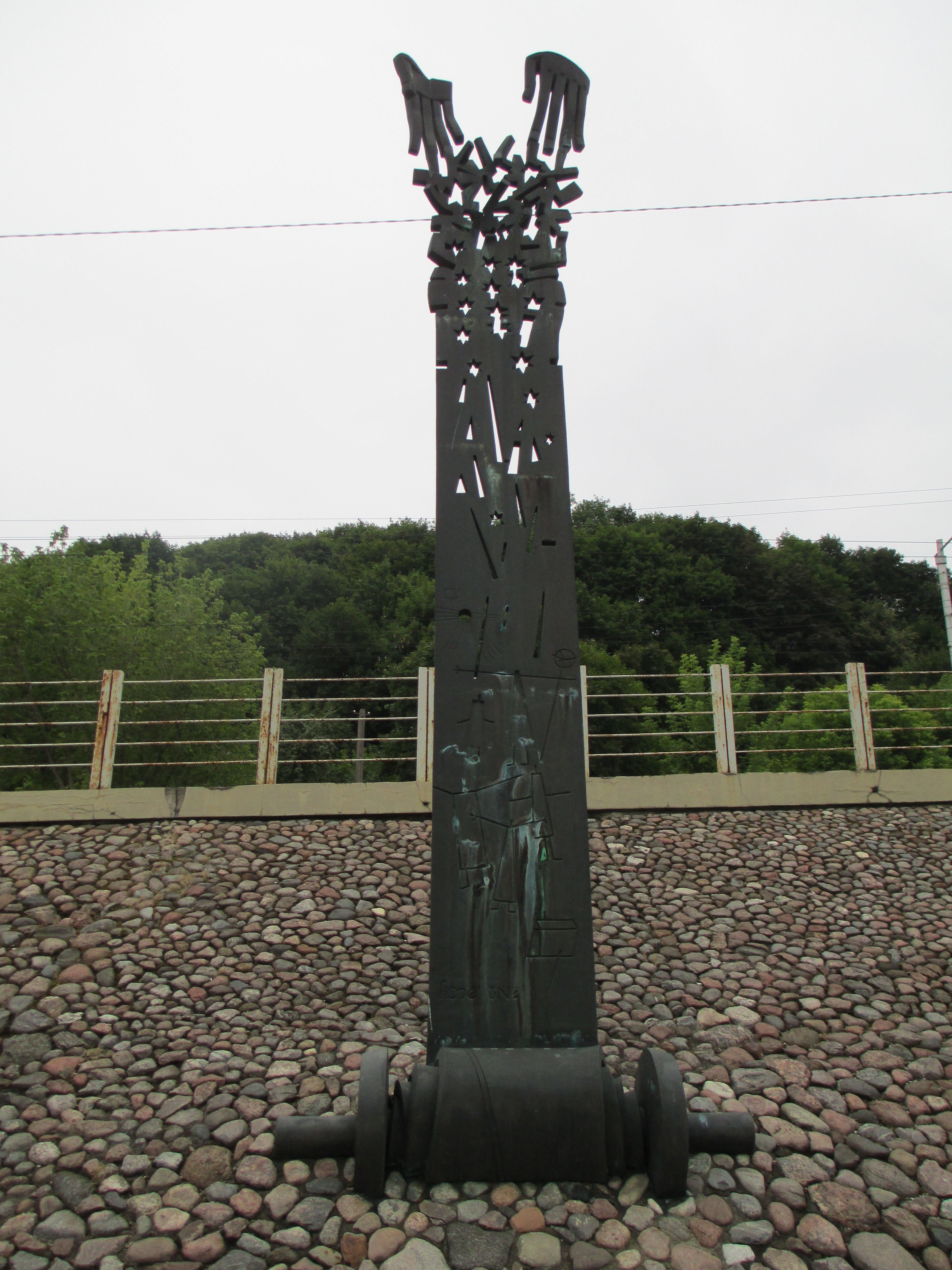
Denkmal für Holocaustopfer
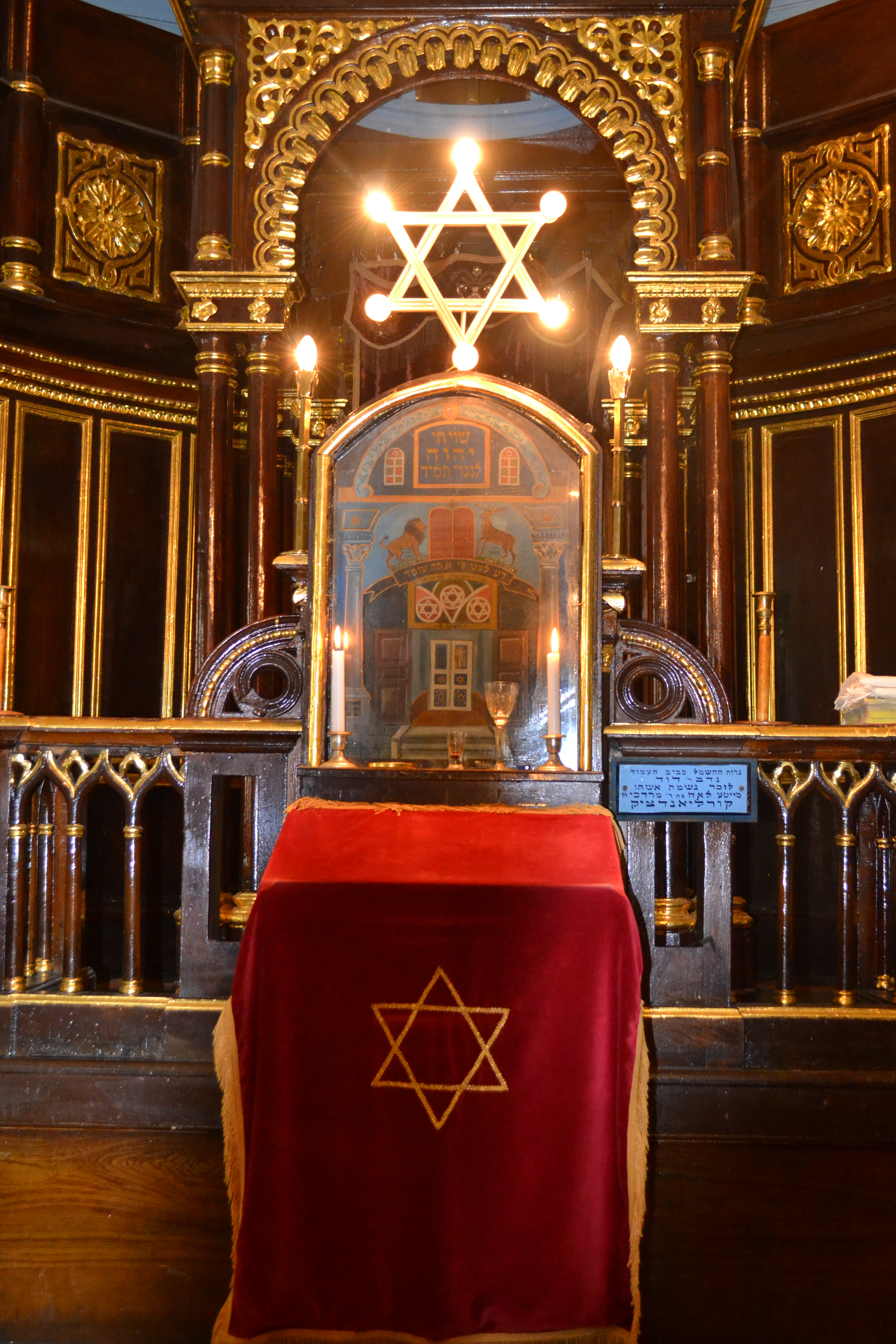
Thoraschrein und Lesepult
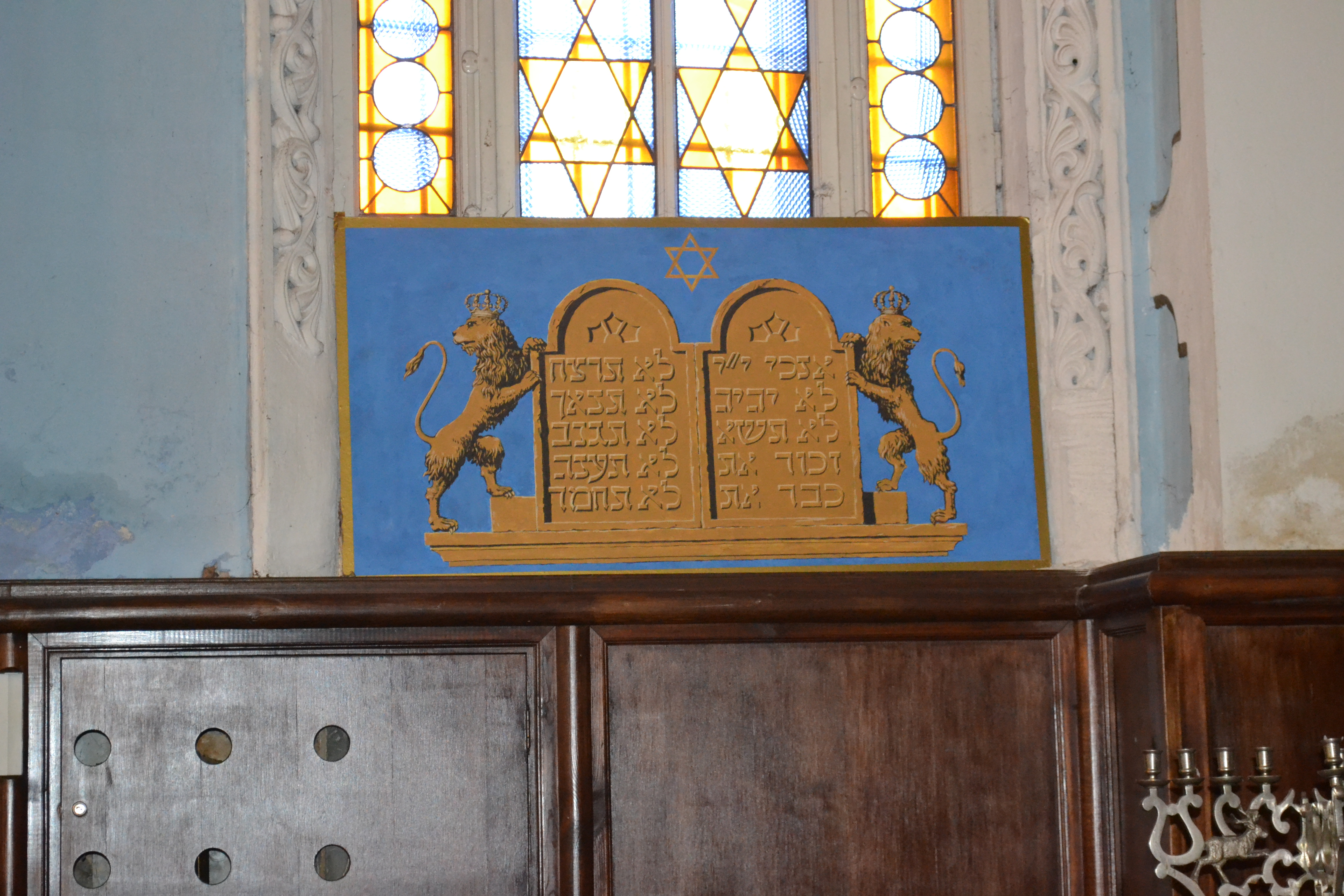
Gesetzestafeln
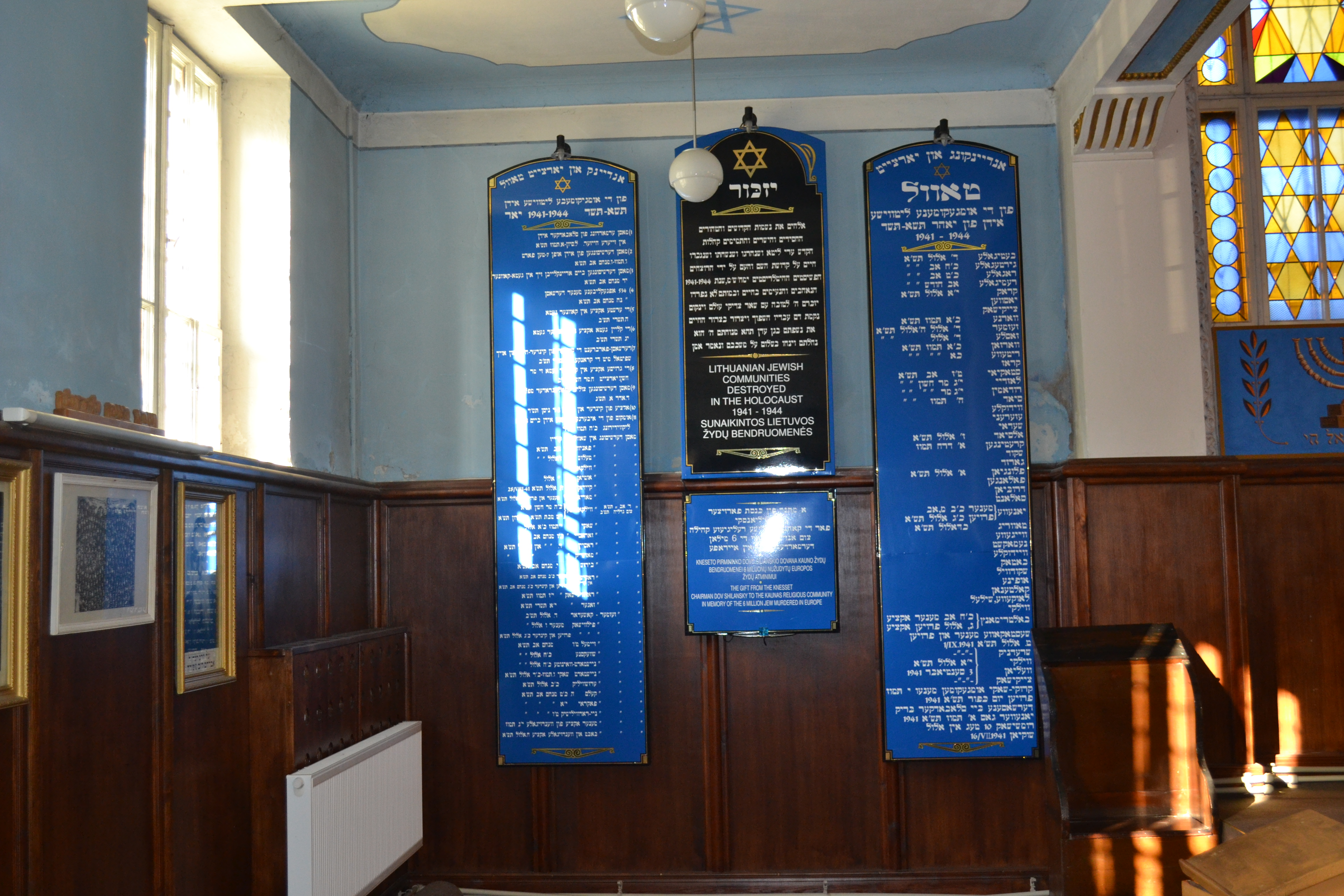
Gedenktafeln mit Namen jüdischer Gefallener im Ersten Weltkrieg und Opfern des Holocaust